# Рупа Бажва
Рупа Бажва (енгл. Rupa Bajwa; Амрицар, 1976) је индијска књижевница која живи и ради у Амрицару, у Индији.
Свој први роман, Продавница сарија, који истражује њен родни град и класне разлике у њему, објавила је 2004. године. Роман је доживео успех код критичара и донео јој је номинацију за награду Orange Prize for Fiction за 2004. годину. 
Рупа Бажва ради на свом другом роману.
Иако је из породице Сика, Бажва је написала контроверзни чланак под именом Мрачне ствари се дешавају и на светим местима у индијским новинама The Telegraph, што је довело до критика од стране свештенства Сика.